# Confédération mondiale des activités subaquatiques
La Confédération Mondiale des Activités Subaquatiques (CMAS) (Confederazione Mondiale delle Attività Subacquee) è la confederazione internazionale che raggruppa alcune federazioni nazionali di attività subacquee. Riconosciuta dal CIO.

## Storia

### Fondazione
Venne fondata a Monaco il 10 gennaio 1959, per meglio coordinare le gare, i trofei ed i campionati di pesca subacquea a livello internazionale, a seguito di un congresso dei rappresentanti delle federazioni delle discipline subacquee di Belgio (Fédération Belge des Recherches et d'Activités Sous-Marines, delegati Paul Bailly e William Xhignesse), Brasile (Confederação Brasileira de Desportos, delegato Vittorio De Berredo), Francia (Fédération francaise d'etudes et de sports sous-marins, delegati Elie Ferrat e Jacques Dumas), Repubblica Federale di Germania (Verband Dautscher Sporttaucher, delegato Jens-Peter Paulsen), Gran Bretagna (British Sub-Aqua Club, delegato Oscar Gugen), Grecia (Fédération Hellénique de la Peche Sportive et des Activités Subaquatiques, delegato Luigi Ferraro), Italia (Federazione Italiana Pesca Sportiva, delegato Carlo Manstretta e Luigi Ferraro), Jugoslavia (Savez Pormorskin Ribolovaga, delegato J. Medur), Malta (Malta Sub-Aqua Club, delegato Eric Pace Bonello), Monaco (Club de Chasse et d'Exploration Sous-Marines, delegati Camille Onda e Jacques-Yves Cousteau), Paesi Bassi (Onderwater Jagers Club, delegati J.H. Hora Adema e J.P. Toenbreker), Portogallo (Centro Portugues de Actividades Submarinas, delegati Jorge Albuquerque e Antonio Ramada Curto), Spagna (Federacion Española de Pesca Sportiva, delegati J.J. Lozano Rodriguez e M.D. Vergonos Boix), Stati Uniti d'America (National Competitive Skindivers Committee, delegati Serge A. Birn e Gustav Dalla Valle) e Svizzera (Fédération Suisse des Centres de Sports Sous-Marins, delegati Charles Knigge e Robert Metraux).

### Finalità iniziali
Le finalità di base della istituzione della CMAS era quella di organizzare i campionati mondiali di pesca subacquea, poiché all'epoca della sua fondazione questa era l'attività principale e fortemente caratterizzante. Ciò si evince dal nome stesso di alcune federazioni: l'italiana FIPS (Federazione Italiana Pesca Sportiva, poi FIPSAS), la greca FHPSAS, la spagnola FEPS e la monegasca CCESM, e come tale questa attività era divulgata e riconosciuta.

### Jacques-Yves Cousteau
La pesca subacquea, già negli anni '60, ha cominciato ad essere un grave problema per via dell'impoverimento della fauna ittica nelle zone dove questa attività era più intensa. L'allora presidente fondatore Jacques-Yves Cousteau chiese di eliminare completamente questa attività dallo statuto, ed infine, a seguito di una ennesima disapprovazione da parte del consiglio direttivo, nel 1973 rassegnò le dimissioni e non volle avere più niente a che fare con la CMAS. All'epoca il fatto suscitò scalpore nel mondo della subacquea e del mondo scientifico internazionale e gettò le basi per una visione diversa per la gestione delle attività subacquee e della fruizione del mare.

### Finalità attuali
Attualmente è una struttura che infine si è allineata alla tendenza ormai consolidata da parte delle innumerevoli agenzie didattiche, di organizzare in modo moderno ed adeguato alle nuove esigenze e tecnologie l'insegnamento della subacquea. Si è così dotata di un nuovo e specifico sistema organizzativo con categorizzazione dei diversi livelli di difficoltà e delle varie specialità con il rilascio di relativi brevetti e certificazioni.

### Presidenti
- 1959 - 1973: Jacques-Yves Cousteau
- 1973 - 1985: Jacques Dumas
- 1985 - 1989: Pierre Perraud
- 1991 - 1993: Christian Ide
- 1993 - 2013: Achille Ferrero
- 2013 - in carica : Anna Arzhanova

Sull'Isola di Cebu, nelle Filippine, si è svolta l'Assemblea Elettiva della CMAS (Confederazione Mondiale delle Attività Subacquee).
Il 19 aprile 2013, è stata eletta, per la prima volta in assoluto,  una donna alla presidenza della confederazione.
Si tratta della russa Anna Arzhanova, presidente della Russian Underwater Federation.

## Discipline
- Apnea
- Aquatlon
- Nuoto pinnato
- Hockey subacqueo
- Orienteering
- Rugby subacqueo
- Pesca subacquea
- Fotografia subacquea

## Caratteristiche dei corsi
I corsi della CMAS sono caratterizzati da una gran parte di teoria, oltre che di pratica, e spaziano tra fisica, anatomia e tecnologia.

## Qualifiche e certificazioni

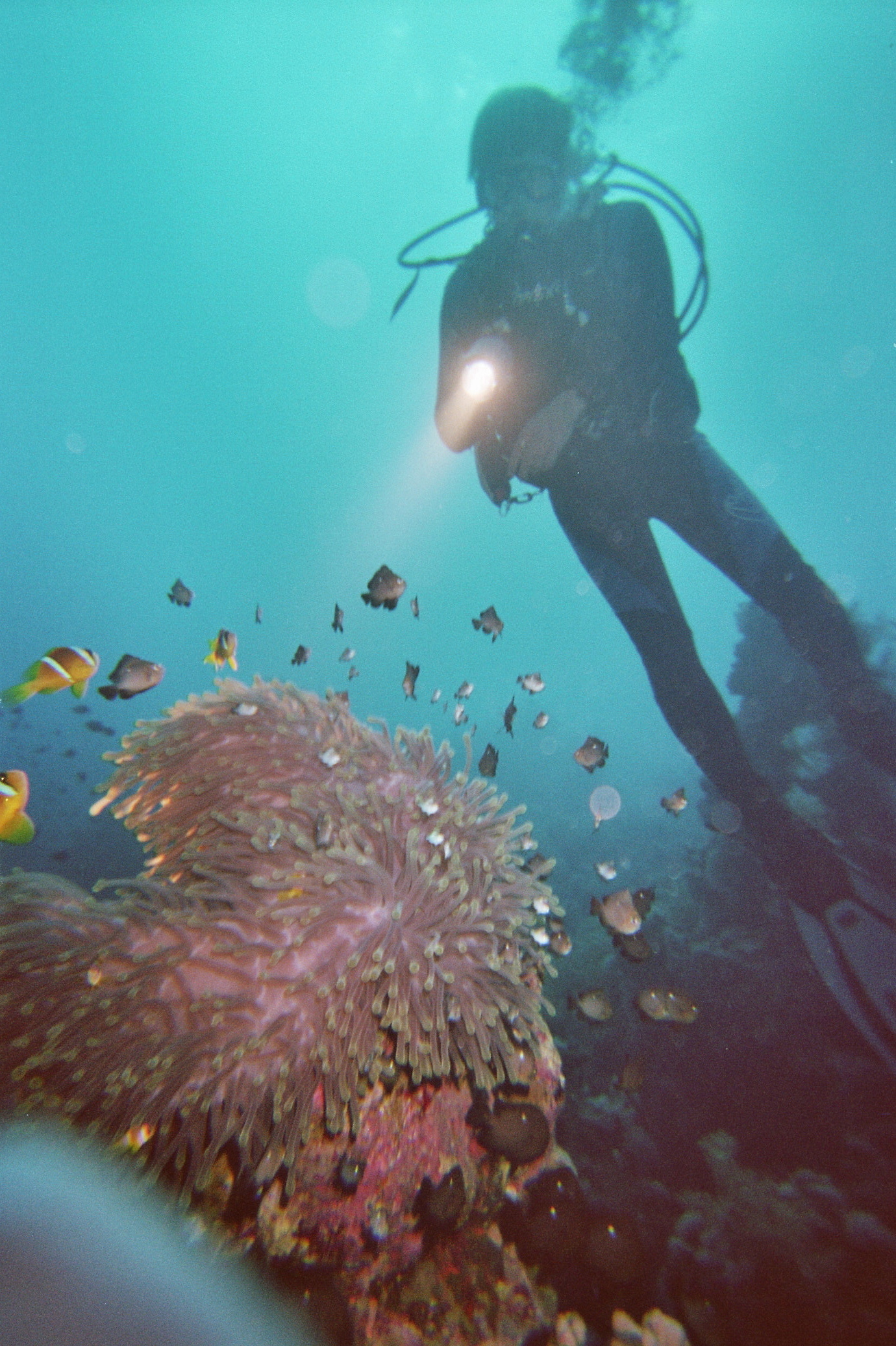

La CMAS ha un sistema a stelle per la graduatoria sia degli istruttori che dei subacquei.

### Certificazioni per la subacquea
- Plongeur 1 (P1) : dedicato all'avvicinamento alla subacquea, fornisce le necessarie informazioni sulla sicurezza sott'acqua e sull'uso dell'attrezzatura. Il brevetto prevede l'abilitazione ad immersioni diurne guidate, in curva di sicurezza fino ai 18 metri. Vengono trattati la gestione dell'assetto, segnalazione subacquea, attrezzatura per immersioni, tabelle di decompressione, regole di sicurezza e rudimenti di Basic life support[2][3];
- Plongeur 2 (P2) : approfondisce alcune tematiche specifiche tra cui l'immersione profonda, in quota e notturna, riprendendo inoltre i rudimenti di BLS e approfondendoli. Questo livello fornisce l'abilitazione a immersioni entro i 30 metri di profondità in coppia, sia notturne che profonde. Per poter raggiungere questo livello è richiesta l'età minima di 15 anni e un'esperienza di almeno 20 immersioni certificate, 10 delle quali oltre i 10 metri di profondità[3][4];
- Plongeur 3 (P3) : le tematiche BLS vengono ulteriormente approfondite, fornendo al sub già esperto le tecniche di salvataggio subacqueo. È il corso introduttivo ai brevetti di istruttore e richiede un'età minima di 16 anni e almeno 40 immersioni dopo il conseguimento del P2[3][5];
- Plongeur 4 (P4) : assegnato ad un subacqueo P3 con almeno 100 immersioni effettuate dopo il P3 e dopo due anni di attività a livello di organizzazione delle tecniche di sicurezza durante le immersioni[6].

### Specializzazioni
- subacqueo Nitrox: abilitazione all'utilizzo di miscele respiratorie Nitrox fino ad una percentuale di ossigeno pari al 40%[7];
- subacqueo Nitrox Advanced: abilita all'utilizzo anche dell'ossigeno puro in decompressione[7];
- subacqueo Nitrox Extended Range: abilita all'utilizzo di miscele Nitrox non definite da standard che consentono decompressioni accelerate[7];
- immersione notturna
- ricerca e recupero
- fotografo di terzo livello
- immersione in grotta
- scienze marine di primo livello
- diver con rebreather

### Certificazioni per i bambini

Certificazioni CMAS

- 1 Delfino: corso di immersione per bambini a partire dagli 8 anni, che abilita all'immersione fino a 5 metri in rapporto 1 a 1 con un istruttore[8];
- 2 Delfini: corso di immersione per bambini a partire dai 10 anni, che abilita all'immersione fino a 5 metri in rapporto 1 a 1 con un istruttore[8];
- 3 Delfini: corso di immersione per bambini a partire dai 12 anni, che abilita all'immersione fino a 10 metri in rapporto 1 a 1 con un istruttore[8].

### Certificazioni per l'apnea
- Apnea livello I: corso introduttivo d'immersione in apnea, a partire dai 14 anni con esame d'immersione fino a 8 metri[9]. L'esame prevede un'immersione orizzontale con attrezzatura in piscina o acque libere di 25 metri, e in sole acque libere un'apnea in movimento di 5 metri a 5 metri di profondità e un'apnea in assetto costante verticale fino a 8 metri[7];
- Apnea livello II: corso intermedio d'immersione in apnea, a partire dai 14 anni con esame d'immersione fino a 15 metri[9]. L'esame prevede un'immersione orizzontale con attrezzatura in piscina o acque libere di 40 metri e un'apnea statica di 1 minuto e 30, e in sole acque libere un'apnea in movimento di 20 metri a 5 metri di profondità e un'apnea in assetto costante verticale fino a 15 metri[7];
- Apnea livello III: corso avanzato d'immersione in apnea, a partire dai 14 anni con esame d'immersione fino a 25 metri[9]. L'esame prevede un'immersione orizzontale con attrezzatura in piscina o acque libere di 60 metri e un'apnea statica di 2 minuti, e in sole acque libere un'apnea in movimento di 25 metri a 5 metri di profondità e un'apnea in assetto costante verticale fino a 25 metri[7].

### Certificazioni per istruttori
- Istruttore  M1: certificazione assegnata ad un subacqueo P3 con conoscenze delle tecniche d'insegnamento, abilitato ai corsi per P1[7];
- Istruttore  M2: certificazione assegnata ad un istruttore M1, abilitato all'insegnamento in aula, piscina e acque libere ai corsi per P1,P2,P3[7];
- Istruttore  M3: certificazione assegnata ad un istruttore M2, abilitato alla direzione di scuole, diving center e che può tenere corsi di specializzazione[7].

#### Specializzazioni per istruttori
- istruttore per Nitrox
- istruttore per Nitrox confermato
- istruttore per fotografia subacquea (primo livello)
- istruttore per fotografia subacquea in grotta (secondo livello)
- istruttore di scienze marine
- istruttore per apnea
- istruttore per rebreather